# Morning Runner
Morning Runner fue un grupo de Rock alternativo de Reading, Inglaterra. Su álbum debut Wilderness Is Paradise Now (2006), fue aclamado por la crítica. Su sencillo "Burning Benches" alcanzó los veinte primeros lugares de popularidad en las listas musicales del Reino Unido.

## Trayectoria

### Origen y los primeros años (2003–2005)
Los miembros de Morning Runner se conocieron en Reading, Berkshire, mientras tocaban en agrupaciones distintas. El pianista Chris "Fields" Wheatcroft se acababa de mudar a Reading desde su natal Salisbury, donde había abandonado sus cursos de piano clásico, el cantante/guitarrista Matthew Greener se había mudado a la ciudad con sus padres cuando era un adolescente. Ali Clewer, el baterista, y el bajista Tom Derrett son originarios de Reading. 
Greener había empezado a tocar como baterista en otra banda, escribiendo mucho material propio. Frustrado por la actitud de sus entonces compañeros empezó una carrera como solista, hasta que una noche un promotor local lo invitó a tocar con su grupo. Greener accedió, sin admitir que no tenía una agrupación, y rápidamente reclutó a Derrett y a Clewer, quienes antes habían sido compañeros en el grupo Jericho.
Fields, quien aún no era integrante del grupo, estaba presente en la noche de su debut, y, cuando fue a decirles que había disfrutado el concierto, rápidamente lo invitaron a participar. A pesar de que Greener estaba renuente en un principio a integrar a un pianista a la banda, Derret ha dicho que Fields es el principal responsable del sonido melódico del grupo: "Al principio sólo éramos tres tocando tan fuerte como podíamos, luego llegó Fields y nos presentó el concepto de melodía."
Al principio se hicieron llamar Matthew Greener's Band, pero pronto se dieron cuenta de que la agrupación necesitaba su propio nombre. Después de tres meses de pensarlo, decidieron usar el primero que se les ocurriera. El nombre "Morning Runner" (Corredor matutino) proviene de la fuerte impresión que la gente que trota por las mañanas le causa a Greener, "Me hizo pensar en la búsqueda de la gente que siempre trata de mejorar, ya sea física, mental o espiritualmente, aunque de todos modos todos vamos a morir algún día."
Morning Runner pronto empezó a hacer olas en la escena musical, cuando firmaron con la discográfica Faith & Hope de Mánchester en 2003. Después de empezar a promocionar la canción The Great Escape en 2004 comenzaron a tocar en pequeños escenarios en el Reino Unido, convirtiéndose en uno de los grupos más buscados por los fanáticos. Esta fama causó que la agrupación firmara un contrato con Parlophone en noviembre de 2004 y sentó las bases de un año muy ocupado para sus miembros. 
El grupo pasó una buena parte de 2005 en giras, tocando al lado de Ian Brown, Bloc Party, The Magic Numbers, The Pogues, y como teloneros de Coldplay en muchas de las fechas de su Twisted Logic Tour.

### Wilderness Is Paradise Now(2005–2006)
La agrupación empezó a grabar su álbum debut con el productor John Cornfield a principios de 2005. en mayo sacaron su primer EP con Parlophone, Drawing Shapes, que fue aclamado por la crítica musical. Este EP fue seguido de su primer sencillo, Gone Up In Flames, en agosto.
A comienzos de 2006, Morning Runner se embarcó en una extensa gira por el Reino Unido para promocionar la salida de su primer álbum. En febrero emitieron el sencillo Burning Benches que ha sido el que más ha subido en las listas de popularidad. Su álbum debut, Wilderness Is Paradise Now, salió a la luz el 6 de marzo de 2006.
Aunque han acusado a la agrupación de parecerse mucho a otras bandas de rock cuya melodía está basada en un piano, como Coldplay y Keane, sin embargo muchos críticos musicales han fundamentado estas acusaciones como banales, asegurando que hace falta simplenete escuchar a Morning runner para ver que están en una categoría completamente distinta.
Durante el verano de 2006, Morning Runner continuó formándose un nombre como una de las mejores bandas en vivo del año, tocando en algunos de los festivales más importantes del Reino Unido, incluyendo el Festival de la Isla de Wight, y Guilfest. La gira de promoción del álbum terminó en agosto de 2006 con un concierto en Reading, y luego encabezando el festival Manifest en el Toreo de Cuatro Caminos en la Ciudad de México.

### Separación
Tras conflictos con la disquera por no tener un sonido suficientemente pop, se dio a conocer en su myspace la separación del grupo. Actualmente no hay noticias acerca del grupo.

## Miembros de la agrupación
Morning Runner tiene los siguientes miembros:
- Matthew Greener: voz, guitarra
- Tom Derrett: bajo
- Chris "Fields" Wheatcroft: piano/teclados, coros
- Ali Clewer: Batería/percusiones

## Influencias
- Radiohead
- The Strokes
- Cat Power
- Elbow
- Grandaddy

## Discografía

### LP
Wilderness Is Paradise Now
(6 de marzo de 2006)
Parlophone / Faith & Hope

### EP
The Great Escape (7" EP)
(21 de junio de 2004)
Faith & Hope

Drawing Shapes
(23 de mayo de 2005)
Parlophone / Faith & Hope